# Masacre carcelaria de Ecuador del 23 de febrero de 2021
Una masacre carcelaria ocurrió en Ecuador el martes 23 de febrero de 2021 producto de una serie de amotinamientos en varios centros penitenciarios del país que dejaron como resultado 79 muertos. La masacre comenzó en el Centro de Privación de Libertad Masculino Guayaquil no.1 (Penitenciaría del Litoral) y se extendió al  Centro de Privación de Libertad Regional Guayas no. 4; luego se reportaron amotinamientos en el Centro de Privación de Libertad Azuay no. 1 (Cárcel de Turi), a las afueras de la ciudad de Cuenca; y, en el Centro de Privación de Libertad Regional Latacunga, en la ciudad de Latacunga, Cotopaxi.
La masacre se produjo como consecuencia del vacío de poder provocado por el asesinato en diciembre de 2020 de Jorge Luis Zambrano, líder de la banda criminal Los Choneros. El hecho habría provocado que las bandas Los Pipos, Los Lobos, Los Chone Killers y Los Tiguerones, que antes funcionaban como subestructuras de Los Choneros, iniciaron una guerra en contra de sus antiguos líderes.
Como producto de los motines, se fueron reportando varias personas privadas de la libertad (PPL) o presos que habían sido heridos y otros fallecidos. En el reporte de la noche de ese mismo día, a las 20:30 (UTC-05:00), el Servicio Nacional de Atención Integral (SNAI) informó a la ciudadanía la muerte de 75 personas y varias decenas de heridos.
La prensa nacional e internacional ha catalogado a estos acontecimientos como los peores amotinamientos carcelarios de la historia del país.
Acción de las autoridades
Intervención policial y militar: -Tras el estallido de los motines simultáneos, se desplegaron fuerzas policiales y militares para intentar retomar el control de los centros penitenciarios.
- El objetivo principal era sofocar la violencia y restablecer el orden dentro de las cárceles.
- Se activaron protocolos de emergencia para atender a los heridos y gestionar el levantamiento de los cadáveres.
- Se inició una comunicación con los familiares de los reclusos para informarles sobre la situación.
- 

## Antecedentes
Los primeros incidentes se registraron en la noche del lunes 22 de febrero, en la que se produjeron disturbios en cuatro pabellones del Centro de Privación de Libertad Masculino Guayaquil no.1, más conocido como la Penitenciaría del Litoral. En esa noche se reportó que cinco guías penitenciarios (guardias) fueron retenidos como rehenes por parte de los reos. Agentes de la Policía Nacional, del Grupo de Intervención y Rescate (GIR), lograron ingresar hasta donde se había originado el motín para negociar con los reos y poder liberar a los rehenes. Finalmente, tras varias horas de conversación se logró disuadir a los amotinados y liberar a los guías retenidos. Luego de dos horas, los agentes policiales lograron neutralizar el motín e incautaron dos armas de fuego, según declaraciones del coronel Fabricio Silva.

## Masacre del martes 23 de febrero

### Guayaquil
Sin embargo, en la mañana del martes 23 de febrero, se reportaron nuevos incidentes que agravaron la situación dentro de la Regional Guayas no. 4 (contiguo a la Penitenciaría del Litoral) en donde varios pabellones presentaron amotinamientos. La Policía Nacional desplegó 300 uniformados en los alrededores del centro penitenciario para retomar el control y evitar intentos de fuga por parte de los internos. Según un reporte de las 09:45 a. m., el Servicio Nacional de Atención Integral (SNAI) manifestó que la Policía ya había retomado el control de la Regional Guayas no. 4. Sin embargo, los motines continuaron en los interiores de CPL Guayaquil no. 1.
La causa de estos motines, según el director del SNAI Edmundo Moncayo, se dio por la disputa por el liderazgo de la banda Los Choneros, junto con la intervención de Los Lagartos, Los Lobos, Los Tiguerones, Los Pipos y Chone Killers.
Según un parte policial se indicaba:

[...] En el Centro de Privación de Libertad Masculino Guayas n.º 4, etapa mediana seguridad, varias PPL (personas privadas de libertad) de las alas 7 y 8 lideradas por alias Cena y Nike y las alas 9 y 10 lideradas, por alias Care Papa y Tomy, pertenecientes a la organización delictiva Los Choneros, pretenderían atentar contra la integridad de la PPL alias Cuyuyui, perteneciente a la organización delictiva Los Choneros. Hecho que se originaría debido a la pugna de poder por asumir el control de las actividades [...]

### Cuenca
De manera simultánea a los hechos ocurridos en las dos cárceles de Guayaquil, en el Centro de Privación de Libertad Azuay no. 1 -más conocido como la Cárcel de Turi- también se reportaron amotinamientos por parte de los internos.

### Latacunga
Los violentos hechos en Guayaquil se replicaron también en el Centro de Privación de Libertad Regional Latacunga, en la ciudad de Latacunga, provincia de Cotopaxi. Desde horas de la mañana se reportaron incidentes violentos, por lo que miembros de las Fuerzas Armadas, helicópteros y agentes de grupos especiales de la Policía Nacional se desplegaron a los alrededores del centro. A pesar de la movilización en los exteriores, desde el interior de los pabellones se evidenciaba el descontrol. En varios vídeos se apreciaban a reos en los techos del recinto penitenciario. El SNAI comunicó a las 10:51 sobre las acciones implementadas y que no se reportaban fallecidos.

### Víctimas
A lo largo del día martes 23 de febrero, pese a existir prohibición de uso y tenencia de teléfonos celulares, varios internos de las diferentes cárceles en donde se produjeron los motines, grababan y transmitían vídeos por redes sociales, los cuales se viralizaban. En ellos se observaban linchamientos, descuartizamientos, apilamiento y quema de cadáveres dentro de los pabellones. Desde el mediodía las autoridades empezaron a emitir informes sobre la cantidad de muertos y heridos. 
Para la noche del 23 de febrero, el último reporte del día se establecía la cifra de 75 muertos. Sin embargo para la mañana del 24 de febrero, las cifras aumentaron hasta 79 muertos. La noche del 24 de febrero, se reportaron dos nuevos intentos de amotinamientos en las cárceles de Guayaquil y Latacunga. Sin embargo, estos amotinamientos lograron ser evitados por las autoridades policiales, sin reportar más víctimas mortales.

## Eventos posteriores
En la madrugada del jueves 25 la Policía Nacional ya había cesado las labores para restablecer el orden cerca de la medianoche; sin embargo, a las 03:00 se reportó un nuevo incidente en el cual varios internos intentaron escaparse de la Regional Guayas no. 4. Algunos internos habían trepado el cerramiento y saltado hasta los exteriores de la cárcel. Agentes policiales y familiares de los internos agolpados a las afueras del centro penitenciario constataron la huida de al menos 10 reos.
Las labores de recaptura de los fugados fue llevado a cabo por agentes de la policía en coordinación con miembros de las Fuerzas Armadas, con ayuda de helicópteros. En declaraciones posteriores del SNAI se indicó que se logró la recaptura de 14 fugados en total. Otras fuentes señalaron que un reo había fallecido al caer en el intento de fuga.
La Vía a Daule estuvo cerrada al tráfico vehicular debido al operativo policial y militar hasta las 06:00. Cerca de las 08:00 de la mañana, el ministro de Gobierno Patricio Pazmiño, emitió un informe sobre el operativo de control de fuga en el cual se decomisó 5 armas de fuego, 5 alimentadoras y 52 municiones.